# Lommatjärnen (Bollebygds socken, Västergötland)
Lommatjärnen är en sjö i Bollebygds kommun i Västergötland och ingår i Viskans huvudavrinningsområde.